# Eligmodontia typus
Eligmodontia typus är en däggdjursart som beskrevs av F. Cuvier 1837. Eligmodontia typus ingår i släktet bergsökenmöss, och familjen hamsterartade gnagare. IUCN kategoriserar arten globalt som livskraftig. Inga underarter finns listade i Catalogue of Life.
Denna gnagare förekommer i Argentina i Pampas och Patagonien. Habitatet utgörs av stäpper, andra gräsmarker och buskskogar. Honor är cirka 18 dagar dräktig.